# أندريه ماكارتر
أندريه ماكارتر (بالإنجليزية: Andre McCarter)‏ مواليد 25 يوليو 1953 في فيلادلفيا، هو مدرب كرة سلة أمريكي ولاعب سابق. بدأ مسيرته الاحترافية في سنة 1976. تم اختياره من قبل فريق سكرامنتو كينغز خلال الدرافت. يبلغ طوله 6 قدم 3 بوصة (1.9 م). اعتزل اللعب في 1983.

## المسيرة الاحترافية
لعب مع سكرامنتو كينغز من سنة 1976 إلى 1978، ثم لعب مع واشنطن ويزاردز في موسم 1980–1981، ثم لعب مع بانتريت في موسم 1982–1983.

## روابط خارجية
- أندريه ماكارتر على موقع إن بي أي (الإنجليزية)
- أندريه ماكارتر على موقع سبورتس رفرنس (الإنجليزية)
- أندريه ماكارتر على موقع كلية كرة السلة في سبورتس رفرنس.كوم (الإنجليزية)
- أندريه ماكارتر على موقع ريلجم (الإنجليزية)
- أندريه ماكارتر على موقع بروبوليرز (الإنجليزية)